# Distrito de Antabamba
El Distrito de Antabamba es uno de los 7 distritos de la Provincia de Antabamba  ubicada en el departamento de Apurímac, bajo la administración del Gobierno regional de Apurímac, en el sur del Perú.
Desde el punto de vista jerárquico de la Iglesia católica forma parte de la Diócesis de Abancay la cual, a su vez, pertenece a la Arquidiócesis de Cusco.

## Historia
El distrito fue creado en los primeros años de la República.

## Geografía
La ciudad de Antabamba se encuentra ubicada en los Andes Centrales. Está a 3 640 m s. n. m.
- Su superficie es de 603.76 km²
- Tiene una población estimada de 1 972 habitantes en 2005.

## Autoridades

### Municipales
- 2011-2014[3]
  - Alcalde: Edén Casaverde Dávila, Movimiento Popular Kallpa.
  - Regidores: Ysrael López Vera (Kallpa), José Carlos Vilca Narváez (Kallpa), Cerapio Félix Tume (Kallpa), Tula Margarita Portocarrero Naveda (Kallpa), Sergio Apaza Gómez (APRA)

## Festividades
Cuenta con una fiesta milenaria llamada "Huaylia" (Aleluya), el motivo de esta fiesta anual es la celebración del nacimiento del Niño Jesús.
- Carnavales.
- Virgen del Rosario.